# Poissons
Poissons é uma comuna francesa na região administrativa de Grande Leste, no departamento de Haute-Marne. Estende-se por uma área de 15,48 km². Em 2010 a comuna tinha 664 habitantes (densidade: 42,9 hab./km²).